# Industrial Light & Magic
Industrial Light & Magic (ILM) es una empresa dedicada a producir efectos visuales y gráficos generados por ordenador para películas. Fue fundada por George Lucas en mayo de 1975, pasando a ser propiedad de Lucasfilm Ltd. Lucas creó la empresa cuando cerró el departamento de efectos especiales de 20th Century Studios, justo después de haber obtenido luz verde para la producción de Star Wars. El estudio fue originalmente establecido en Van Nuys, California y posteriormente trasladado a San Rafael. Actualmente está establecido en el Letterman Digital Arts Center, sito en el Presidio de San Francisco en California. ILM continúa usando parte del edificio de San Rafael (construido en 1991 específicamente para ILM) para su tienda de modelos.

## Historia
Esta empresa surgió del deseo de Lucas de incluir efectos visuales jamás vistos anteriormente en su película Star Wars: Episodio IV - Una nueva esperanza. 
Lucas se puso en contacto con Douglas Trumbull, conocido por sus efectos en 2001: A Space Odyssey. Este rechazó el puesto, pero recomendó para el puesto a John Dykstra, su asistente. Dykstra reunió a un pequeño grupo de estudiantes universitarios, artistas e ingenieros, que convirtieron el departamento de Efectos Visuales en Una Nueva Esperanza. Dirigiendo la compañía junto a Dykstra se encontraban Dennis Muren, Richard Edlund, Joe Johnston y Phil Tippet.
Durante la producción de Star Wars: Episodio V - El Imperio contraataca, Lucas reformó la mayor parte del equipo en Industrial Light and Magic en Marin County, California. Desde entonces, han generado efectos especiales y visuales para más de doscientas películas, entre las que se incluyen todas las de Indiana Jones, Harry Potter, Parque Jurásico, Back to the Future, Star Trek e incluso para películas cuyo uso de efectos especiales es mucho menos intensivo, tales como La lista de Schindler, Magnolia y muchos de los filmes de Woody Allen. También colaboran asiduamente con Steven Spielberg, con Dennis Muren como Supervisor de Efectos Visuales.
La ILM comenzó a usar gráficos generados por ordenador cuando contrataron a Edwin Catmull en 1979, procedente del NYIT. John Lasseter trabajó para la ILM a principios de los ochenta como animador. El departamento de informática gráfica, actualmente conocido como Pixar se vendió a Steve Jobs, que le encargó la creación del primer largometraje generado totalmente por ordenador (Toy Story).
Hasta 2007, ILM había recibido 16 Oscars a los mejores efectos especiales y más de 20 nominaciones, así como 22 oscars más en otras categorías técnicas. En el año 2012, Lucasfilm (incluyendo ILM) es adquirida por Disney, por un valor de 4.000 millones de dólares.

## Trabajos e innovaciones
- 1977: El equipo de ILM resucita el uso de VistaVision; primer uso de una cámara motion control (Star Wars: Episodio IV - Una nueva esperanza).
- 1980: Primer uso de la técnica de animación go motion en los tauntaun y AT-AT de El Imperio contraataca.
- 1982: Primera secuencia generada totalmente con ordenador (la secuencia Génesis en Star Trek II: La ira de Khan).
- 1985: Primer personaje completamente generado por ordenador, el caballero de la vidriera en Young Sherlock Holmes.
- 1988: El primer morphing es usado en Willow para la escena en la que la hechicera Fin Raziel sufre una serie de transformaciones en diferentes animales.
- 1989: Primer personaje generado con gráficos en 3D, el seudópodo en The Abyss.
- 1991: Primer personaje principal generado parcialmente por ordenador, el T-1000 de Terminator 2: el juicio final.
- 1992: Primera vez que la textura de la piel humana fue generada por ordenador, en Death Becomes Her.
- 1993: Primera vez que la tecnología digital se usó para crear seres vivos completos y altamente detallados, los dinosaurios de Parque Jurásico, que además fue galardonado con el decimotercer Óscar para ILM.
- 1995: Primer pelaje de animales fotorrealista generado por computadora, principalmente usado en los monos y el león en la película Jumanji.
- 1996: Primer personaje principal completamente generado por ordenador, Draco en Dragonheart.
- 1999: Primer personaje creado por computadora con anatomía humana, Imhotep en La momia.
- 2000: Creación del formato de imágenes OpenEXR.
- 2006: Para la tripulación del buque de Davy Jones en Pirates of the Caribbean: Dead Man's Chest, desarrollo del sistema IMoCap («Image Based Motion Capture Technology»), que utiliza técnicas de seguimiento visual por computadora mediante la captura de movimiento de actores que se mueven sobre un decorado.
- 2011: Primera película animada producida por ILM, Rango.
- 2019: primer uso de renderizado en tiempo real (con Unreal Engine) y pantallas LED digitales como escenario virtual (conocido como StageCraft o The Volume), The Mandalorian

## Filmografía selecta de ILM
| Año! | Películas destacables |
| ---- | --- |
| 1971 | - THX 1138 |
| 1977 | - Star Wars: Episodio IV - Una nueva esperanza (Oscar a los mejores efectos visuales) |
| 1980 | - Star Wars: Episodio V - El Imperio contraataca (Oscar a los mejores efectos visuales) |
| 1981 | - Raiders of the Lost Ark (Oscar a los mejores efectos visuales) - Dragonslayer (primera producción que no era de Lucasfilm) |
| 1982 | - Poltergeist - E.T., el extraterrestre (Oscar a los mejores efectos visuales) - Star Trek II: La ira de Khan - The Dark Crystal |
| 1983 | - Star Wars: Episode VI - Return of the Jedi (Oscar a los mejores efectos visuales) - Twice Upon a Time |
| 1984 | - The NeverEnding Story (Oscar a los mejores efectos visuales) - Indiana Jones and the Temple of Doom (Oscar a los mejores efectos visuales) - Star Trek III: En busca de Spock - Starman - Los cazafantasmas |
| 1985 | - Mishima, una vida en cuatro capítulos - Los Goonies - Cocoon - Back to the Future - Explorers - Young Sherlock Holmes - Out of Africa - Enemigo mío |
| 1986 | - The Money Pit - Labyrinth - Howard el pato - Captain EO - Star Trek IV. Misión: salvar la Tierra - The Golden Child |
| 1987 | - Star Tours - Harry and the Hendersons - The Witches of Eastwick - Spaceballs - Innerspace - El imperio del sol - Batteries Not Included |
| 1988 | - Willow - The Last Temptation of Christ - ¿Quién engañó a Roger Rabbit? (Oscar a los mejores efectos visuales) - Caddyshack II - Tucker: un hombre y su sueño - Cocoon: el regreso - The Accidental Tourist |
| 1989 | - The 'Burbs - Skin Deep - Leviathan - Field of Dreams - Indiana Jones y la última cruzada - Star Trek V: The Final Frontier - Ghostbusters II - The Abyss (Oscar a los mejores efectos visuales) - Back to the Future Part II - Always |
| 1990 | - The Hunt for Red October - Joe contra el volcán - Los sueños - Back to the Future Part III - El vengador del futuro - Die Hard 2 - Ghost - Aracnofobia - El padrino III - Kindergarten Cop |
| 1991 | - Flight of the Intruder - The Doors - Switch - Backdraft - Hudson Hawk - The Rocketeer - Terminator 2: el juicio final (Oscar a mejores efectos visuales) - Star Trek VI: Aquel país desconocido - Hook |
| 1992 | - Memoirs of an Invisible Man - Death Becomes Her - The Public Eye |
| 1993 | - Alive - Fuego en el cielo - Parque Jurásico (Oscar a mejores efectos visuales) - Last Action Hero - Rising Sun - The Meteor Man - Manhattan Murder Mystery - Malice - The Nightmare Before Christmas - The Nutcracker - La lista de Schindler |
| 1994 | - The Hudsucker Proxy - Maverick - Los Picapiedra - Wolf - Baby's Day Out - Forrest Gump (Oscar a mejores efectos visuales) - La máscara - In the Mouth of Madness - Radioland Murders - Star Trek: Generations - Disclosure |
| 1995 | - El pueblo de los malditos (película de 1995) - Casper - Congo - La llave mágica - The American President - Jumanji - Sabrina |
| 1996 | - Twister - Misión imposible - Dragonheart - Eraser - Sleepers - The Trigger Effect - Star Trek: First Contact - 101 dálmatas - Daylight - Mars Attacks! |
| 1997 | - The Lost World: Jurassic Park - Speed 2: Cruise Control - Hombres de negro - Contact - Spawn - Deconstructing Harry - Titanic (Oscar a los mejores efectos visuales) - Starship Troopers - Flubber - Midnight in the Garden of Good and Evil - Amistad |
| 1998 | - Deep Rising - Mercury Rising - Deep Impact - Pequeños guerreros - Saving Private Ryan - Snake Eyes - Celebrity - Reach the Rock - Meet Joe Black - Jack Frost - Mighty Joe Young |
| 1999 | - Cielo de octubre - La momia - Star Wars: Episodio I - La amenaza fantasma - Wild Wild West - The Haunting - Deep Blue Sea - Sweet and lowdown - Snow Falling on Cedars - Bringing Out the Dead - Sleepy Hollow - The Green Mile - Héroes fuera de órbita - Magnolia - Héroes fuera de órbita |
| 2000 | - Misión a Marte - Las aventuras de Rocky y Bullwinkle - La tormenta perfecta - Space Cowboys - Pollock - Pay It Forward |
| 2001 | - The Pledge - Sweet November - The Mummy Returns - Pearl Harbor - A.I. Inteligencia Artificial - Parque Jurásico III - El planeta de los simios - Impostor - Harry Potter y la piedra filosofal - The Majestic |
| 2002 | - La máquina del tiempo - Big Trouble - Star Wars: Episodio II - El ataque de los clones - Embriagado de amor - The Bourne Identity - Minority Report - Hombres de negro II - K-19: The Widowmaker - Señales - Deuda de sangre - Harry Potter y la cámara secreta - Gangs of New York |
| 2003 | - Lágrimas del sol - El cazador de sueños - The Hunted - Hulk - Pirates of the Caribbean: The Curse of the Black Pearl - Terminator 3: La rebelión de las máquinas - The League of Extraordinary Gentlemen - Once Upon a Time in Mexico - Master and Commander: The Far Side of the World - Timeline - Peter Pan - Stuck on You |
| 2004 | - Along Came Polly - Hidalgo - Twisted - Sky Captain and the World of Tomorrow - Van Helsing - The Day After Tomorrow - Harry Potter y el prisionero de Azkabán - The Chronicles of Riddick - The Bourne Supremacy - The Village - Eros - Lemony Snicket's A Series of Unfortunate Events |
| 2005 | - Are We There Yet? - Son of the Mask - The Pacifier - The Amityville Horror - XXX 2: estado de emergencias - Star Wars: Episodio III - La venganza de los Sith - Las aventuras de Sharkboy y Lavagirl - La guerra de los mundos - Herbie: Fully Loaded - The Island - Chicken Little - Jarhead - Harry Potter y el cáliz de fuego - Rent - The Chronicles of Narnia: The Lion, the Witch and the Wardrobe - Cheaper by the Dozen 2 - Munich |
| 2006 | - Eight Below - Misión imposible 3 - Poseidon - The Fast and the Furious: Tokyo Drift - Pirates of the Caribbean: Dead Man's Chest (Oscar a los mejores efectos visuales) - Lady in the Water - Eragon |
| 2007 | - Piratas del Caribe: en el fin del mundo - Transformers - Evan Almighty - Harry Potter y la Orden del Fénix - Rush Hour 3 - There Will Be Blood - Leones por corderos - National Treasure: Book of Secrets - Aliens vs. Predator: Requiem |
| 2008 | - The Spiderwick Chronicles - Iron Man - Speed Racer - Touching Home - Indiana Jones and the Kingdom of the Crystal Skull - The Happening - The Love Guru - WALL·E (efectos visuales para secuencias en imagen real) - Miracle at St. Anna - Twilight - The Tale of Despereaux |
| 2009 | - Confessions of a Shopaholic - Star Trek - Terminator Salvation - Transformers: Revenge of the Fallen - Harry Potter and the Half-Blood Prince - Surrogates - 21 and a Wake-Up - Avatar (Oscar a mejores efectos visuales) |
| 2010 | - Iron Man 2 - The Last Airbender - Harry Potter and the Deathly Hallows: Part 1 - Tron: Legacy |
| 2011 | - I Am Number Four - Rango - Pirates of the Caribbean: On Stranger Tides - Super 8 - Transformers: Dark of the Moon - Harry Potter and the Deathly Hallows: Part 2 - Cowboys & Aliens - Lovely Molly - Hugo - Mission: Impossible - Ghost Protocol |
| 2012 | - Red Tails - The Hunger Games - Battleship - The Avengers - Cloud Atlas - Paranormal Activity 4 |
| 2013 | - Identity Thief - G.I. Joe: Retaliation - Pain & Gain - Iron Man 3 - The Hunger Games: Catching Fire - The Great Gatsby - Star Trek into Darkness - Now You See Me - World War Z - The Lone Ranger - Pacific Rim - Red 2 - Elysium - Lone Survivor |
| 2014 | - Noah - Captain America: The Winter Soldier - Transformers: Age of Extinction - Lucy - Teenage Mutant Ninja Turtles - Selma - Unbroken - The Hunger Games: Mockingjay – Part 1 |
| 2015 | - Strange Magic - Jupiter Ascending - Avengers: Age of Ultron - Tomorrowland - Jurassic World - Terminator Génesis - Ant-Man - Monster Hunt - Hitman: Agent 47 - The Martian - Paranormal Activity: The Ghost Dimension - Spectre - The Big Short - Star Wars: Episode VII - The Force Awakens - The Revenant - The Hunger Games: Mockingjay – Part 2 - Mission: Impossible - Rogue Nation |
| 2016 | - 13 Hours: The Secret Soldiers of Benghazi - The Jungle Book - Capitán América: Civil War - The BFG - Teenage Mutant Ninja Turtles: Out of the Shadows - Warcraft - Viral - Deepwater Horizon - Doctor Strange - Silence - The Great Wall - Rogue One: A Star Wars Story - Star Trek Beyond - Fantastic Beasts and Where to Find Them |
| 2017 | - Kong: Skull Island - First They Killed My Father - Life - Pirates of the Caribbean: Dead Men Tell No Tales - The Mummy - Transformers: The Last Knight - Spider-Man: Homecoming - Valerian and the City of a Thousand Planets - Downsizing - Mother! - Thor: Ragnarok - Only the Brave - Star Wars: The Last Jedi |
| 2018 | - 12 Strong: The Declassified True Story of the Horse Soldiers - Monsters and Men - Black Panther - The Cloverfield Paradox - Munster Hunt 2 - A Wrinkle in Time - A Quiet Place - Ready Player One - Pacific Rim: Uprising - Avengers: Infinity War - Solo: A Star Wars Story - Jurassic World: Fallen Kingdom - Ant-Man and the Wasp - Skyscraper - The Other Side of the Wind - Overlord - The Nutcracker and the Four Realms - Fantastic Beasts 2: The Crimes of Grindelwald - Bird Box - Aquaman - 1983 (Serie de television) - Bumblebee - Welcome to Marwen                                                                     |
| 2019 | - Captain Marvel - Us - Avengers: Endgame - Aladdín - Godzilla: King of the Monsters - Spider-Man: Far from Home - The Lion King - Ad Astra - The Irishman - Maleficent: Mistress of Evil - Terminator: Dark Fate - Playing with Fire - The Mandalorian (TV Serie) - 6 Underground - Star Wars: Episode IX - The Rise of Skywalker |
| 2020 | - A Quiet Place Part II - Artemis Fowl - Irresistible - The Kissing Booth 2 - Project Power - Antebellum - Six Minutes to Midnight - Mank - Godmothered - The Midnight Sky - We Can Be Heroes |
| 2021 | - Wish Dragon - Finding 'Ohana - Chaos Walking - Coming 2 America - Fast & Furious 9 - Black Widow - The Tomorrow War - Space Jam: A New Legacy - Jungle Cruise - Free Guy - Malignant - No Time to Die - Eternals - Red Notice - A Boy Called Christmas |
| 2022 | - Uncharted - The Batman - Morbius - The Bubble - Ambulance: Plan de Huída - Doctor Strange in The Multiverse Of Madness - Jurassic World: Dominion - Thor: Love and Thunder - The Gray Man - Prey - Pinocchio - The Fabelman - Glass Onion: A Knives Out Mystery - Amsterdam - Black Panther: Wakanda Forever - The Santa Clauses - Avatar: The Way of Water - The Pale Blue Eye - Babylon |
| 2023 | - Ant-Man and the Wasp: Quantumania - Dungeons & Dragons: Honor Among Thieves - Renfield - Guardians of the Galaxy Vol.3 - Peter Pan & Wendy - Transformers: Rise of the Beasts - The Little Mermaid - Fast X - Indiana Jones and the Dial of Destiny - Killers of the Flower Moon - Mission: Impossible - Dead Reckoning: Part One - Haunted Mansion - The Last Voyage of the Demeter - A Haunting in Venice - The Creator - The Hunger Games: The Ballad of Songbirds & Snakes - Blue Beetle - The Marvels - Napoleón - Candy Cane Lane - The Boys in the Boat - Rebel Moon - Part 1: A Child of Fire - Aquaman and the Lost Kingdom |
| 2024 | - Madame Web - Road House - Godzilla x Kong: The New Empire - Rebel Moon – Part Two: The Scargiver - The Fall Guy - Imaginary Friends - Atlas - Bad Boys 4: Ride or Die - Ultraman: Rising - A Quiet Place: Day One - Twisters - Deadpool & Wolverine - Alien: Romulus - Transformers One - Joker: Folie à Deux - Rez Ball - Blitz - Gladiator 2 - Venom 3: The Last Dance - Wicked - Sonic the Hedgehog 3 |
| 2025 | - De vuelta a la acción - Captain America: Brave New World - Sinners - The Electric State - The Amateur - Snow White - Thunderbolts* - Lilo & Stitch - Mission: Impossible - Dead Reckoning Part Two - F1 - Jurassic World: Rebirth - Superman - Tron: Ares - Frankenstein - Wicked: For Good - A Quiet Place Part III |
| 2026 | - Flowervale Street - Avengers: The Kang Dynasty - The Mandalorian & Grogu - Masters of the Universe - Untitled Taika Waititi Star Wars Film |
| 2027 | - Avengers: Secret Wars |
| TBA  | - Metal Gear Solid - Time Bandits - Star Wars: Rogue Squadron - Hercules - Children of Blood and Bone - The Forever House - Untitled Joe Johnston Project - Untitled Star Wars Trilogy: Episode I - Untitled Star Wars Trilogy: Episode II - Untitled Star Wars Trilogy: Episode III |